# Kanyivi-víztározó
A Kanyivi-víztározó (ukránul: Канівське водосховище) nagy méretű mesterséges tó Ukrajnában, a Dnyeper hat nagy víztározójának egyike. 1972–1978 között jött létre, amikor is megépült a kanyivi vízerőmű, nevét a partján fekvő Kanyiv városáról kapta. 

## Földrajza
A Kanyivi-víztározó a Kijevi és Cserkaszi terület határán található, északi vége egészen a fővárosig, Kijevig elér. A víztározó területe 675 km², a benne lévő víz térfogata 2,62 km³. Hossza 162 km, maximális szélessége 5 km, legnagyobb mélysége pedig 12 méter. A tó partjai nagyon sekélyek, és egyre inkább eliszaposodnak. A tározóba torkolló két legjelentősebb folyó a Sztuhna és a Trubizs.
A tó 1972 és 1978 között épült gátja Kanyiv városától keletre található. 1972-ben a hálózatra kapcsolt kanyivi vízerőmű látja el villamos energiával a várost és a környező falvakat, egyúttal szabályozza a folyó vízszintjét, amelyet a tározó összesen 4 méterrel emelt meg. Egy egykamrás zsilip teszi lehetővé a tározón való áthajózást. 
A víztározó menti jelentősebb városok és települések: az ukrán főváros, Kijev, Kijliv, Perejaszlav, Kanyiv, Rzsicsiv, Sztajki, Tripillja és Ukrajinka. A tó duzzasztása során több falut elárasztották, és sok lakost erőszakkal telepítettek ki. Legtöbbjüket a szovjet állam által a tó partján épített új, előre gyártott lakótelepek lakásaiba költöztették. A tározó közelében található Ukrajna egyik legrégebbi természetvédelmi területe, ám a duzzasztás negatív hatása ott is érzékelhető.

## Fordítás
- Ez a szócikk részben vagy egészben  a   Kaniwer Stausee című német Wikipédia-szócikk ezen változatának fordításán alapul.  Az eredeti cikk szerkesztőit annak laptörténete sorolja fel. Ez a jelzés csupán a megfogalmazás eredetét és a szerzői jogokat jelzi, nem szolgál a cikkben szereplő információk forrásmegjelöléseként.  -  Földrajzportál 

• összefoglaló, színes tartalomajánló lap